# Tuscumbia (Misuri)
Tuscumbia es un pueblo ubicado en el condado de Miller en el estado estadounidense de Misuri. En el Censo de 2010 tenía una población de 203 habitantes y una densidad poblacional de 227,18 personas por km².

## Geografía
Tuscumbia se encuentra ubicado en las coordenadas 38°14′13″N 92°27′36″O / 38.23694, -92.46000. Según la Oficina del Censo de los Estados Unidos, Tuscumbia tiene una superficie total de 0.89 km², de la cual 0.89 km² corresponden a tierra firme y (0%) 0 km² es agua.

## Demografía
Según el censo de 2010, había 203 personas residiendo en Tuscumbia. La densidad de población era de 227,18 hab./km². De los 203 habitantes, Tuscumbia estaba compuesto por el 93.6% blancos, el 3.94% eran afroamericanos, el 1.97% eran amerindios, el 0% eran asiáticos, el 0% eran isleños del Pacífico, el 0.49% eran de otras razas y el 0% pertenecían a dos o más razas. Del total de la población el 5.91% eran hispanos o latinos de cualquier raza.